# العلاقات الجزائرية الماليزية
العلاقات الجزائرية الماليزية هي العلاقات الخارحية الثنائية بين الجمهورية الجزائرية والجمهورية الماليزية. تمتلك الجزائر سفارة لها في كوالالمبور. وكذلك ماليزيا لديها سفارة فيالجزائر العاصمة.

## التاريخ
افتتحت السفارة الماليزية في الجزائر عام 1993، كما زار رئيس الجمهورية الجزائرية عبد العزيز بوتفليقة ماليزيا مرتين في عام 2003، لقمتي حركة عدم الانحياز ومنظمة التعاون الإسلامي. وزار الرئيس الماليزي مهاتير محمد الجزائر في نفس العام، وتم خلال هذه الزيارة توقيع عدة اتفاقيات متعلقة بالتجارة الثنائية، والمعلومات، وتكنلوجيا الاتصالات، وكذلك التعاون بين وكالة الأنباء الجزائرية ووكالة أنباء برناما.

## العلاقات الاقتصادية
في عام 2002، بلغت قيمة صادرات الجزائر إلى ماليزيا حوالي 2.5 مليون دولار، في حين بلغت صادرات ماليزيا إلى الجزائر 113.6 مليون دولار. وتقوم الحكومة الجزائرية بتشجيع المستثمرين الماليزيين للإستثمار في البلاد بسبب ما تمر به من حالياً من تطور سريع في البنى التحتية والتنمية الاقتصادية. كما دعت الجزائر شركات التنمية الماليزية، وإحدى شركات النفط الماليزية الرئيسية "بتروناس"، لمشروع النتقيب عن النفط. وتشمل صادرات الجزائر الرئيسية إلى ماليزيا الأسمدة الخام والمعادن والمواد والمنتجات الكيميائية في حين صادرات ماليزيا الرئيسية للجزائر هي زيت النخيل، والمواد والمنتجات الكيمائية والزيوت النباتية والمنتجات الخشبية والمنسوجات والملابس.